# Adige (folyó)
Az Adige (olaszul: Adige  fonetikus kiejtéssel: [ˈaːdiɗʒe], velenceiül Àdexe, németül: Etsch, ladinul Adesc, trentinóiul Àdes, latinul: Athesis) egy észak-olaszországi folyó, amelynek forrása az Olaszországnak Svájccal és Ausztriával 1919 óta közös határa mellett elhelyezkedő Dél-Tirolban fekszik. Teljes hosszúsága mintegy 410 kilométer, ezzel Olaszország második leghosszabb folyója a 652 km hosszú Pó után. Az Adige teljes vízgyűjtő területe körülbelül 12 200 km². A folyó közepes vízhozama 250 m³/s, a torkolatnál ez az érték 235 m³/s.
A vízfolyás a közeli Inn folyó völgye felett, az Ausztriával és Svájccal közös határvonal közelében elhelyezkedő 1504 méter magas Reschen-hágó (olaszul: Passo di Resia, németül: Reschenpass) mellett, az Ötz-völgyi-Alpok területén ered 1586 méter tengerszint feletti magasságban. Az Adige keresztülfolyik a mesterségesen létrehozott Reschen-tavon (Reschensee), amelynek vizéből egy 14. században épített templomtorony áll ki, jelezve az e helyen valaha létező Alt Graun (’Ó-Graun’) nevű település helyét, amelyet elhagytak, majd 1950-ben elárasztottak, miután befejezték a felvizeket elzáró gátat.
A tavat főként az Etsch (Adige) táplálja, viszont a folyó jelenti az állóvíz elsődleges lefolyását is. Glorenza (németül: Glurns) városa mellett csatlakozik hozzá a svájci Münster-völgy (németül: Münstertal, olaszul: Val Monastero) területén eredő Rom folyó.

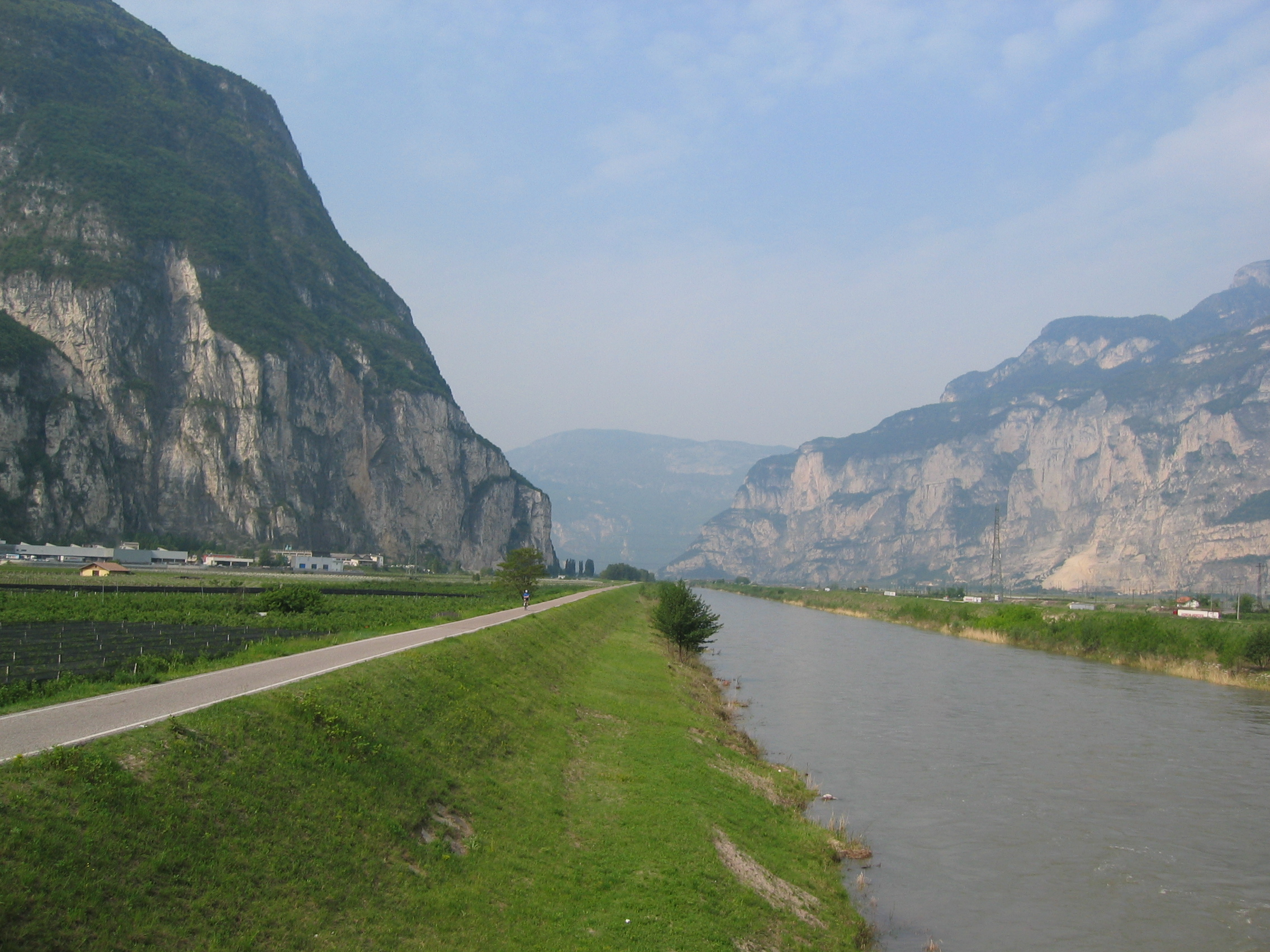
Az Adige folyó a Salurni-hegyszorosban